# Brachymyrmex gaucho
Brachymyrmex gaucho är en myrart som beskrevs av Santschi 1917. Brachymyrmex gaucho ingår i släktet Brachymyrmex och familjen myror. Inga underarter finns listade.